# مو-فلز

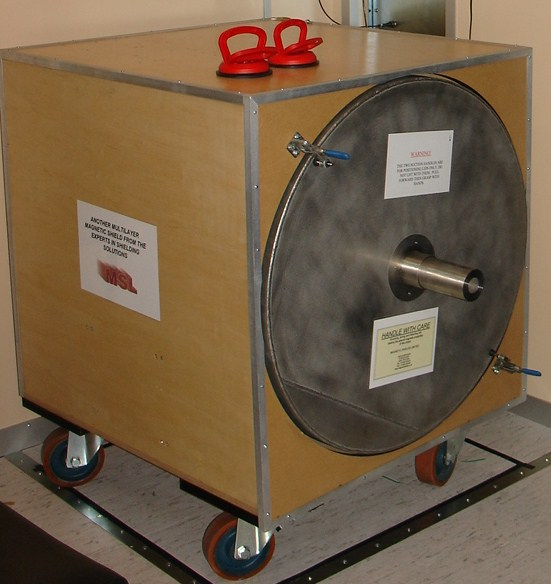
جعبه پنج-لایه مو-فلزی. ضخامت هر لایه حدود ۵ میلی‌متر است. اثر میدان مغناطیسی زمین در داخل را با ضریب ۱۵۰۰ کاهش می‌دهد.

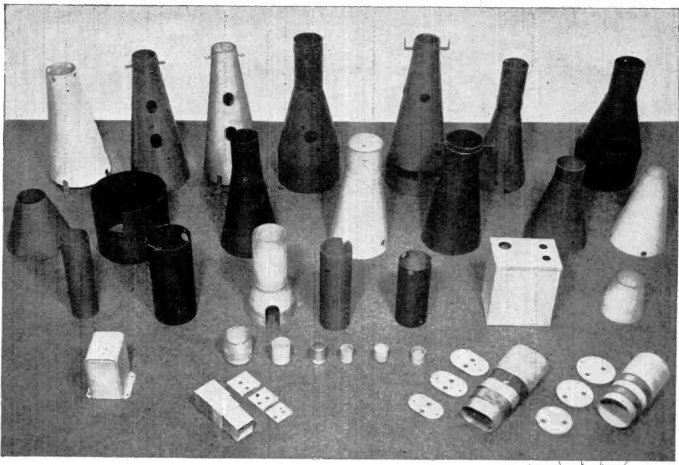
مجموعه ای از اشکال مو-فلزی مورد استفاده در الکترونیک، ۱۹۵۱

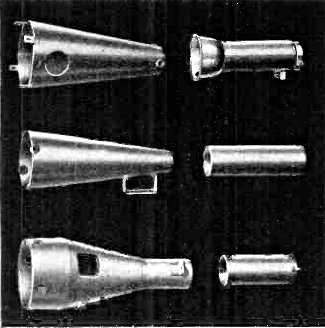
محافظ‌های مو-فلزی برای لامپ‌های اشعه کاتدی (CRT) مورد استفاده در اسیلوسکوپ‌ها، از یک مجله الکترونیکی ۱۹۴۵

مو-فلز یک نیکل-آهن نرم فرومغناطیس آلیاژی با نفوذپذیری بسیار بالا است، که برای محافظت از تجهیزات حساس الکترونیکی در برابر میدان‌های مغناطیسی ساکن یا فرکانس پایین استفاده‌شده‌است. چندین ترکیب دارد. یکی از این ترکیبات تقریباً ۷۷٪ نیکل، ۱۶٪ آهن، ۵٪ مس و ۲٪ کروم یا مولیبدن است. اخیراً، مو-فلز به‌عنوان آلیاژ 4 ASTM A753 در نظر گرفته شده و تقریباً از ۸۰٪ نیکل، ۵٪ مولیبدن، مقادیر اندک از عناصر مختلف دیگر مانند سیلیکون و ۱۲ تا ۱۵٪ باقیمانده آهن تشکیل شده‌است. این نام از نامه یونانی مو (μ) آمده‌است که نشان دهنده نفوذپذیری در فرمول‌های فیزیک و مهندسی است. تعدادی از فرمول‌های انحصاری مختلف آلیاژ با نام‌های تجاری مانند MuMETAL , Mumetall و Mumetal2 به فروش می‌رسد.
مو-فلز معمولاً دارای مقادیر نفوذپذیری نسبی ۸۰٬۰۰۰–۱۰۰٬۰۰۰ در مقایسه با چند هزارِ فولاد معمولی است. این یک ماده فرومغناطیسی «نرم» است. آن دارای ناهمسانگردی مغناطیسی و مغناطوکشسان پایینی است، به آن وادارندگی کم می‌دهد طوری که برای میدانهای مغناطیسی ضعیف اشباع شود. این امر در هنگام استفاده در مدارهای مغناطیسی AC باعث کاهش تلفات پسماند می‌شود. دیگری نفوذپذیری-بالای آلیاژهای نیکل-آهن مانند پرمالوی خاصیت مغناطیسی مشابه دارد؛ مزیت مو-فلز این است که شکل‌پذیری، انعطاف‌پذیری و قابلیت‌کار بیشتری دارد و به راحتی می‌تواند به صورت ورقه‌های نازک مورد نیاز سپرهای مغناطیسی (به انگلیسی: magnetic shield) درآید.

## موارد استفاده و خواص
از مو-فلز برای محافظت از تجهیزات از میدان‌های مغناطیسی استفاده می‌شود. مثلا:
- ترانسفورماتورهای الکتریکی، که با پوسته‌های مو-فلز ساخته شده‌اند تا از تأثیر آنها بر مدارهای اطراف جلوگیری کنند.
- دیسک‌های سخت، که دارای پشتوانه‌های مو-فلز بر روی آهنرباهای موجود در درایو هستند تا میدان مغناطیسی را از دیسک دور نگه دارند.[۶]

- لامپ‌های پرتوی کاتدی مورد استفاده در اسیلوسکوپ‌های آنالوگ، که دارای محافظ‌های مو-فلز هستند تا از انحراف پرتوی الکترون از میدان‌های مغناطیسی ولگرد جلوگیری کنند.[۷]
- کارتریج‌های گرامافون مغناطیسی، که دارای یک محفظه مو-فلز برای کاهش تداخل در هنگام پخش ال‌پی‌ها هستند.
- تجهیزات تصویرسازی تشدید مغناطیسی (MRI).
- مغناطیس‌سنج‌های مورد استفاده در ترسیم‌مغناطیسی‌مغزی و ترسیم‌مغناطیسی‌قلبی.
- لامپ فزون‌سازنوری.
- اتاقک‌های خلاء برای آزمایش‌هایی با الکترون‌های کم-انرژی، به عنوان مثال، طیف‌سنجی فوتوالکترونی.
- مدارهای ابررسانا و به‌ویژه مدارهای پیوند جوزفسون.
- مغناطیس‌سنج و قطب‌نمای فلاکسگیت به عنوان بخشی از حسگر.
- حسگرهای مجاورتی (نوع القایی)